# Mešní víno

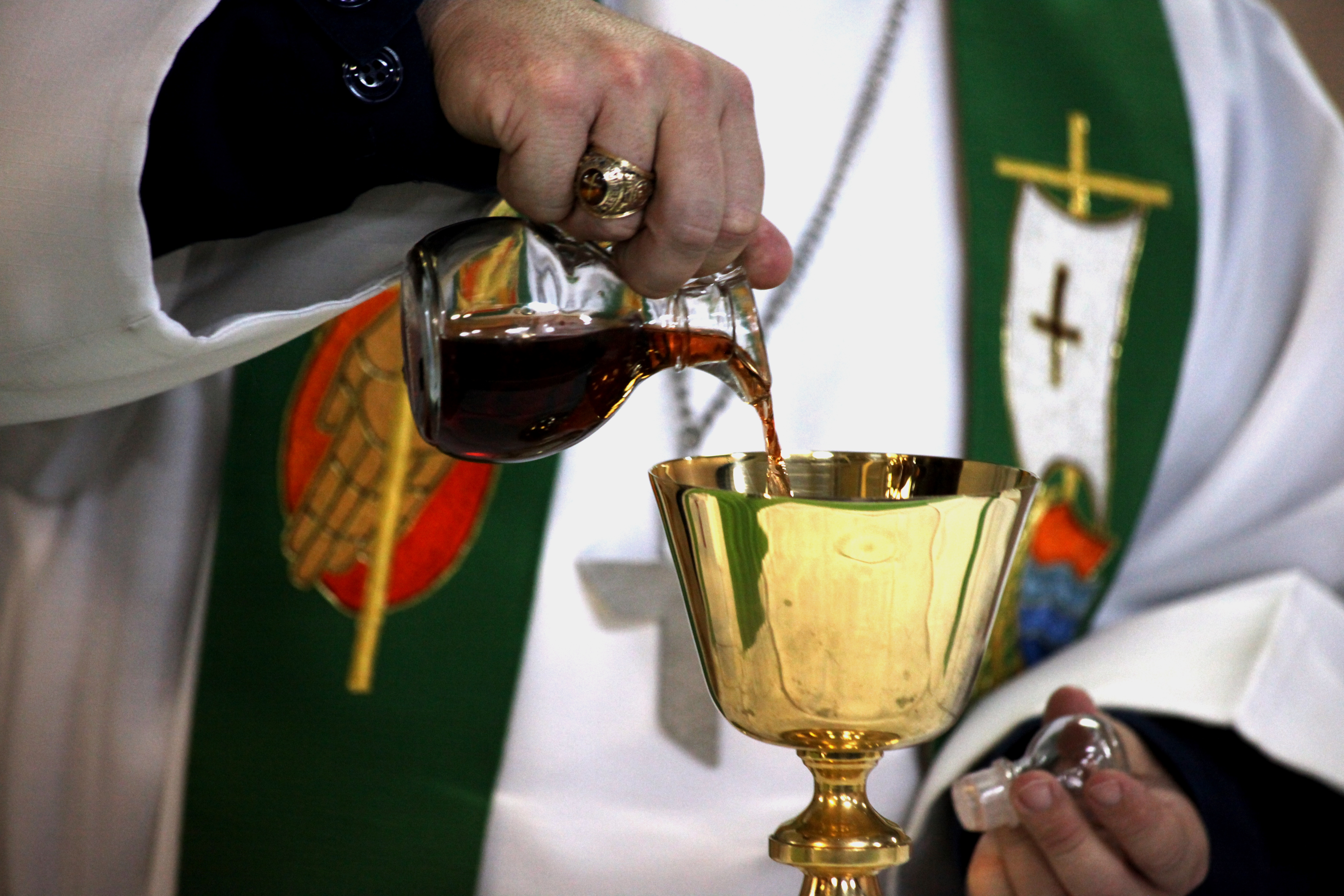
Nalévání mešního vína z konvičky do kalicha

Mešní víno je označení vína, používaného některými křesťanskými církvemi jako svátostná materie při eucharistii, jež musí splňovat zvláštní požadavky na způsob výroby; tyto požadavky se u jednotlivých církví liší. Římskokatolická církev používá z praktických důvodů nejčastěji bílé víno (purifikatorium, textilie, jíž se vytírá kalich po eucharistii, se snáze pere), pravoslavné církve používají symbolické červené. Neoficiálně a spíše slangově se za „mešní víno“ označuje víno bez přídavku cukru.

## Status mešního vína
Podle českých zákonů je nutné, aby k označení vína za mešní byl vydán souhlas příslušné církve, totéž pravidlo platí pro košer víno. Většinou mají jednotlivé církve tzv. pověřené výrobce mešních vín, tedy vinařské firmy, které se specializují na výrobu mešního vína pro onu konkrétní církev.
§ 16 odstavec 5 vinařského zákona: „Na etiketě vína lze uvést, že splňuje požadavky pro účely církví a náboženských společností, například, že jde o mešní víno, košer víno apod., pokud byl vydán písemný souhlas příslušné církve nebo náboženské společnosti s uváděním takto označeného vína do oběhu; bez předchozího písemného souhlasu příslušné církve nebo náboženské společnosti je zakázáno uvést takto označené víno do oběhu.“
V této věci je poměrně známý soudní spor mezi Českou biskupskou konferencí a společností Arcibiskupské vinné sklepy Kroměříž. ČBK odmítla v roce 2006 firmě povolit označovat jí vyrobené víno jako mešní. Firma, která v minulosti vedla řadu soudních sporů s arcibiskupstvím olomouckým (které bylo dříve jejím podílníkem), podala na ČBK žalobu pro údajné omezování hospodářské soutěže, Městský soud v Praze žalobu však odmítl s tím, že nemá pravomoc rozhodnutí ČBK přezkoumávat. Firma podala proti tomuto rozhodnutí kasační stížnost, kterou však Nejvyšší správní soud 29. ledna 2008 taktéž zamítl. Podle jeho verdiktu Římskokatolická církev zastoupená Českou biskupskou konferencí má výlučnou pravomoc stanovit, které víno smí být označováno jako mešní, a její rozhodnutí nemohou přezkoumávat soudy. Představovalo by to nepřípustný zásah do autonomie církve.

## Mešní víno podle římskokatolické církve
Mešní víno se používá při římskokatolické liturgii jako materie k transsubstanciaci v Kristovu krev. Musí být vyrobeno pouze z hroznů, bez dalších příměsí a přidaného cukru, vinohrad poskytující úrodu nesmí být chemicky ošetřován (fakticky jde o přírodní a ekologicky pěstované víno). Dříve bylo vyráběno výhradně v klášterech, dnes je produkují i soukromé společnosti. Církev si pro udělení souhlasu s označením produktu za mešní víno vymiňuje podmínku, že nesmí mít pochybnosti o tom, zda výrobce bezpodmínečně a soustavně dodržuje správný výrobní postup. Tento souhlas mají v ČR dvě firmy: Arcibiskupské zámecké víno Kroměříž a Ampelos, šlechtitelská stanice vinařská ve Znojmě.
Mešní vína jsou vždy vína s přívlastkem, tedy kabinet, pozdní sběr, výběr z hroznů, výběr z bobulí, výběr z cibeh, ledové i slámové víno. Mešní vína mohou být bílá, růžová i červená. Obsah alkoholu není v nich regulován, vždy však musí jít o alkohol, který vznikl zkvašením cukru obsaženého přímo ve zralých hroznech, v žádném případě se vína nesmí doslazovat. Definitivně mešním vínem se stává víno slavnostním žehnáním.

## Pravoslaví
Pravoslavné církve na liturgické víno nahlížejí obdobně jako katolíci, avšak je užíváno výhradně červené víno, Kagor.